# 窄吻腔吻鱈
窄吻腔吻鱈（学名：Coelorinchus leptorhinus），又名鱈魚，为輻鰭魚綱鱈形目鼠尾鱈科腔吻鱈屬下的一个种，分部於西北太平洋臺灣東北部海域，為深海底棲性魚類，深度400-800公尺，體長可達85公分，生活習性不明。